# Ihova
Ihova este o localitate din comuna Benedikt, Slovenia, cu o populație de 302 locuitori.